# Ilex hualgayoca
Ilex hualgayoca är en järneksväxtart som beskrevs av P.-a. Loizeau och R. Spichiger. Ilex hualgayoca ingår i släktet järnekar, och familjen järneksväxter. Inga underarter finns listade i Catalogue of Life.